# Palais Brongniart
Pour les articles homonymes, voir Brongniart (homonymie).
Le palais Brongniart, anciennement appelé palais de la Bourse, est un édifice périptère de style néoclassique construit à l'instigation de Napoléon Ier pour accueillir le siège de la Bourse de Paris. Réalisé de 1808 à 1826 par l'architecte Alexandre-Théodore Brongniart (1739-1813) auquel succède en 1813 Éloi Labarre (1764-1833), il est inscrit au titre de monument historique depuis 1987.
Le palais Brongniart est situé place de la Bourse dans le quartier Vivienne à Paris (2e arrondissement). Il est desservi par la station de métro Bourse.

## Historique

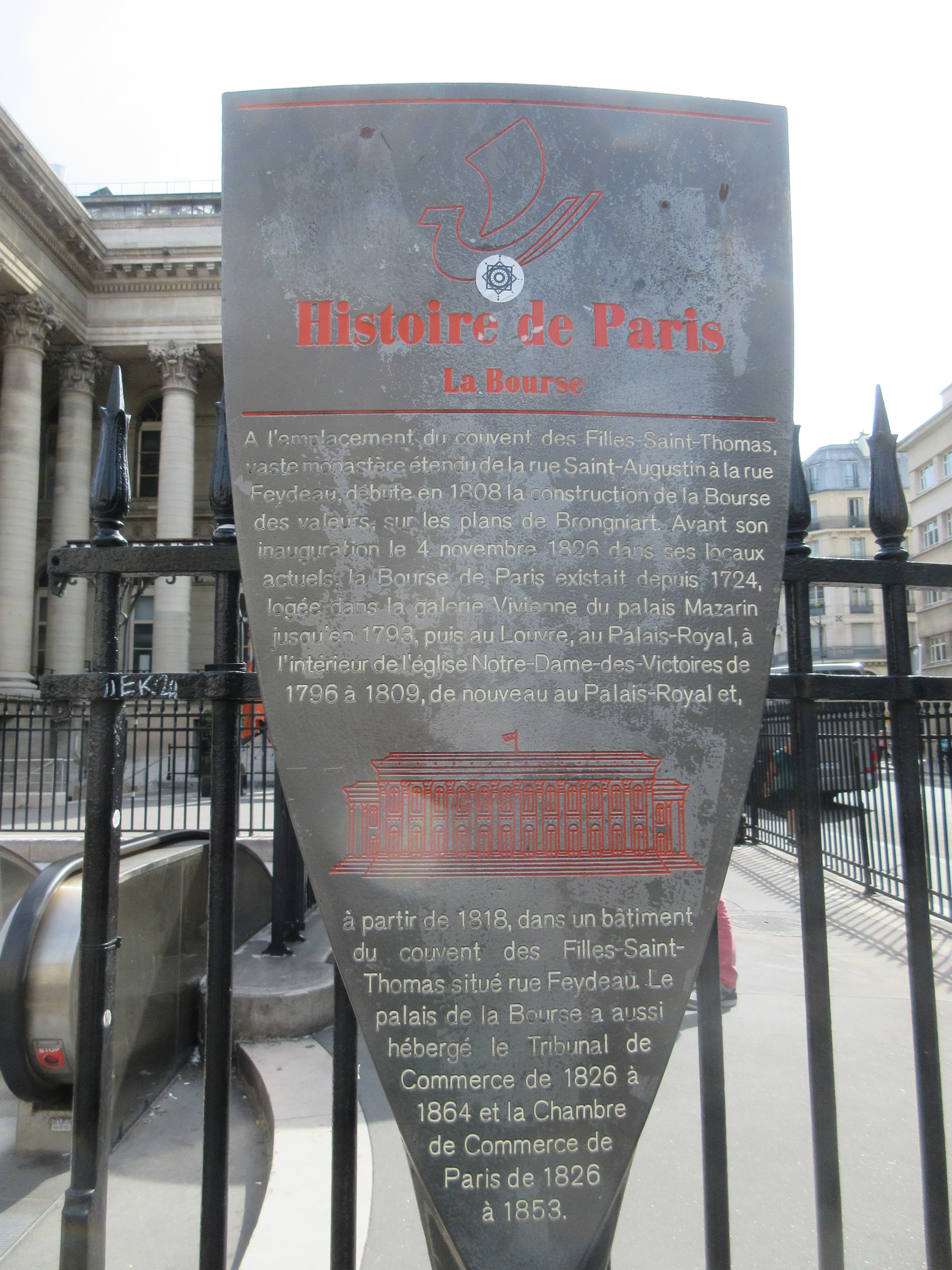
Panneau Histoire de Paris
« La Bourse »

À la Révolution française, il est décidé de déménager la Bourse de Paris des « jardins de la Compagnie des Indes », à l'hôtel de Nevers, qui hébergeait la Bourse de Paris depuis 1724 et qui venait de vivre les grandes spéculations boursières sous Louis XVI.
La « commission des Cinq » donne l'ordre au général Jacques de Menou de Boussay d'occuper le couvent des Filles-Saint-Thomas, située dans la rue des Filles-Saint-Thomas, qui s'étend alors de la rue Saint-Augustin à la rue Notre-Dame-des-Victoires, car s'y réunit une « section sans cesse dénoncée à l'Assemblée nationale, dans les journaux, dans les cafés et les places publiques », comme « un repaire de modérés et de contre-révolutionnaires ». Le couvent est détruit et débute en 1807 la construction du palais Brongniart sur ses ruines. En attendant la fin de la construction, on déplace la Bourse, de la galerie Virginie à un hangar situé non loin de l'ex-couvent, dans l'enclos des Filles-Saint-Thomas, qui servait pour les décors de l'Opéra Le Pelletier, tout proche.

### Construction
En 1807, Napoléon Ier confie à l’architecte Alexandre-Théodore Brongniart (1739-1813) la construction d’un édifice à l’effigie du commerce : la Bourse de Paris. L'empereur souhaite mettre en place un emblème de la puissance et de l’accomplissement auxquels la France est parvenue. Ses triomphes sur les champs de bataille engendrent en effet un véritable commerce européen et Napoléon espère instaurer un ordre dans l’économie du pays en centralisant l’ensemble des échanges économiques. La première pierre de l'édifice est posée en 1808.
Brongniart ne vit pas son œuvre achevée, mourant prématurément le 6 juin 1813.
Fontaine note le 8 juin 1813 dans son journal, sous le titre Mort de l'architecte de la Bourse :
« M. Brongniart architecte chargé de construire l'édifice de la bourse vient de mourir. Il laisse à terminer l'un des plus beaux et des plus importants du règne présent. La disposition générale du plan que l'on exécute est bonne, mais les détails n'ont pas été suffisamment étudiés. On a déjà fait quelques changements dans les distributions intérieures et le parti à prendre pour la décoration et la couverture de la grande salle n'est pas définitivement adopté. Plusieurs architectes se présentent pour remplacer M. Brongniart mais le ministre jusqu'ici n'a pas agréé leurs services. Il a fait offrir à mon ami Percier qui n'a rien demandé de le nommer. Cette préférence est due à M. Bruyère, mais Percier a refusé. »
Parmi les candidats à la reprise du projet se trouvent François-Joseph Bélanger et Louis-Pierre Baltard.
C'est finalement Éloi Labarre (1764-1833) qui prit la succession de Brongniart et acheva l'édifice en novembre 1825.
Dans son ouvrage intitulé Voyage en Angleterre et en France dans les années 1831, 1832 et 1833, et publié en 1855, l’historien canadien François-Xavier Garneau en donne la description suivante : « Je gagnai la rue Vivienne, au bout de laquelle se trouve la Bourse : un des beaux monuments de Paris. C’est un édifice à colonnes dans le style de la Magdeleine, et qui a plus de 400 pieds de longueur. Soixante-six colonnes corinthiennes en font le tour, appuyées sur un soubassement de neuf pieds de hauteur, et supportant un entablement et un attique. Un perron règne à chaque bout. L’intérieur se compose d’une grande salle qui peut contenir 2000 personnes, d’une galerie décorée de colonnes, et d’un grand nombre de bureaux ».
Le palais Brongniart est inspiré du temple de Vespasien, à Rome. Il a été inscrit monument historique par un arrêté du 27 octobre 1987.

### Utilisation

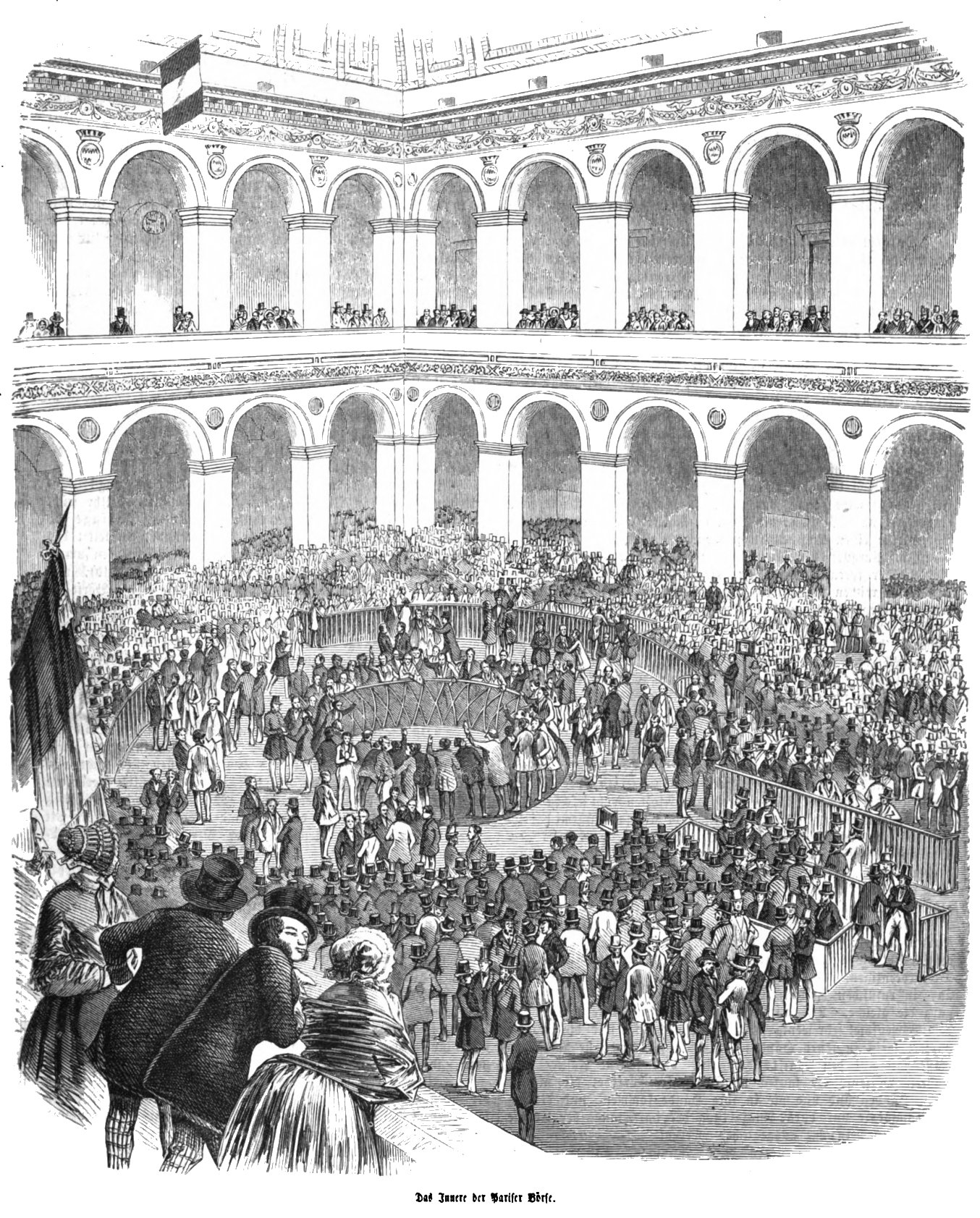
Gravure de l'intérieur du palais, en 1854.

La construction du palais Brongniart fut une étape importante de l'histoire des bourses de valeurs. Lors de son inauguration, il porte au fronton « Bourse et tribunal de commerce ». Ce dernier y tient audience. Le bâtiment héberge aussi la Bourse de commerce, qui n’emménage dans ses locaux qu'en 1885.
Le 17 décembre 1856, un décret impérial fixe un droit d'entrée, perçu via des tourniquets aux angles de la grille d'enceinte. L'un des personnages importants du lieu, Rothschild, fulmine de devoir verser vingt centimes tous les jours pour entrer dans le palais. Cinquante ans après sa construction, la Bourse de Paris devient la deuxième au monde après Londres et avec une tendance à l'internationalisation. Le péristyle qui entoure le bâtiment permet d'accueillir les coulissiers, qui font concurrence aux agents de change en négociant les valeurs étrangères comme les jeunes sociétés ferroviaires britanniques lors de la Railway mania, puis les mines d'or d'Afrique du Sud.
Depuis 1987, les cours du marché des actions au comptant sont gérés par informatique dans les locaux des banques, hors du palais Brongniart. Ce dernier héberge alors, pendant encore douze ans, le marché à terme des contrats sur l'indice CAC 40, le Matif, jusqu'au 6 novembre 1998.
Géré par Euronext entre 1999 et 2009, il est concédé à GL Events pour une durée de trente ans depuis 2010, l'ancien maire de Paris, Bertrand Delanoë, ayant demandé à son ancien adjoint Éric Ferrand de conduire la mission de définition et de préfiguration de ce que pourra devenir ce site après 2009. Le palais Brongniart est ainsi devenu un lieu de conférences, congrès, séminaires, réceptions, déjeuners, dîners, cocktails, galas, salons, expositions. 
À la suite d'un accord entre GL Events et l'association Silicon Sentier, le 2e étage du palais Brongniart accueillit entre le 7 janvier 2011 et le mois de novembre 2013, des promotions de 12 start-ups pour 6 mois dans le programme Le Camping, le premier accélérateur de startups en France. Depuis octobre 2014, avec l'ouverture d'un nouvel incubateur et espace de cotravail Le Planetic Lab, les start-ups ont à nouveau droit de cité au palais Brongniart.
De même, à la suite d'un accord entre GL Events et l'École européenne des métiers de l'Internet, le palais Brongniart accueille depuis l'automne 2011 les premiers étudiants de cette école nouvellement créée.

#### Expositions à  l'extérieur
Régulièrement, des expositions photographiques ont lieu à l'extérieur, sur les grilles du palais, telle que « Barbara, du bout des lèvres » : du 11 novembre 2017 au 10 janvier 2018, l’INA a célébré la chanteuse Barbara en une exposition en réalité augmentée mêlant archives et innovation numérique. Chacune des 16 photographies inédites choisies par Mathieu Amalric — auteur du film Barbara — et exposées sur les grilles du palais Brongniart était associée à un module vidéo présent sur une application pour smartphone qui s'ouvrait lorsque la photographie en question était elle-même photographiée (voir vidéo). Des entretiens, des chansons et des extraits de fictions étaient également disponibles en bonus sur l’application ainsi que sur le site dédié. De plus, dès la nuit tombée, un mapping vidéo animait les photographies de cette exposition publique en extérieur.

### Décors
Le peintre Alexandre Denis Abel de Pujol (1785-1861) réalisa les décors du plafond, ainsi que Charles Meynier (1768-1832), peintures en grisailles représentant les différentes villes de France, complété d'une frise de guirlandes où sont représentées les différentes bourses d'Europe. Éloi Labarre (1764-1833), l'architecte,  décora la salle de réunions des agents de change. Le sculpteur Louis-Denis Caillouette (1790-1868) réalisa les statues de La Justice et de L'Europe, l'Asie bas-reliefs au-dessus des portes, ainsi que de Jean-Baptiste Joseph De Bay (1779-1863). La voûte en grisaille par Auguste Vinchon (1789-1855), et Merry-Joseph Blondel (1781-1853).

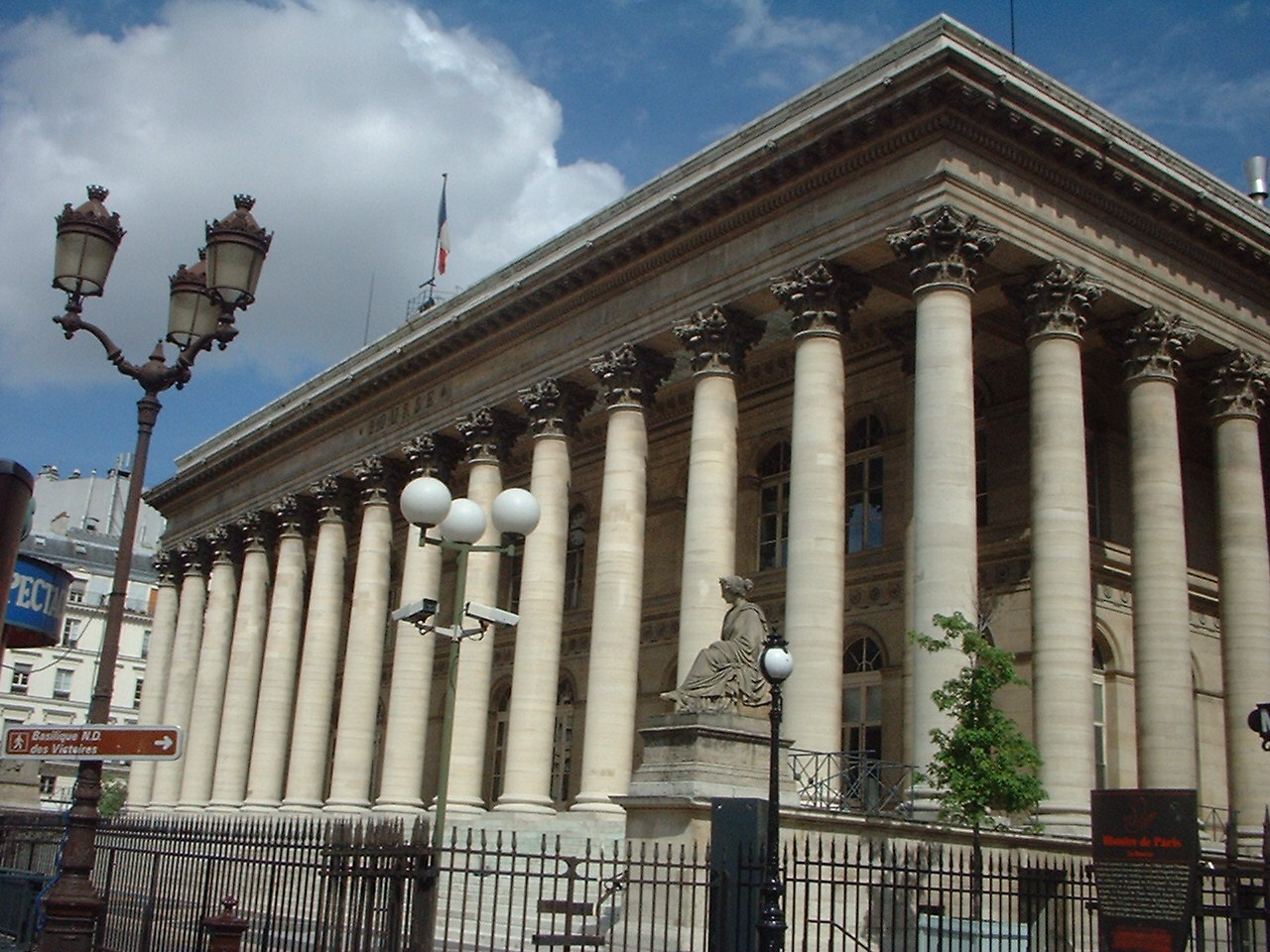
Le palais Brongniart.
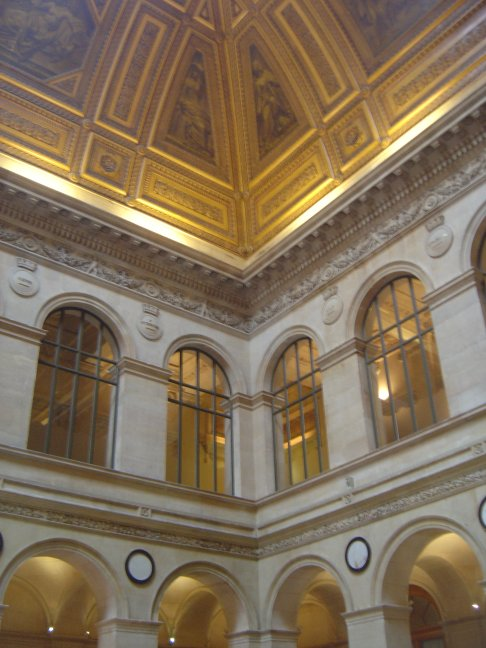
Intérieur.
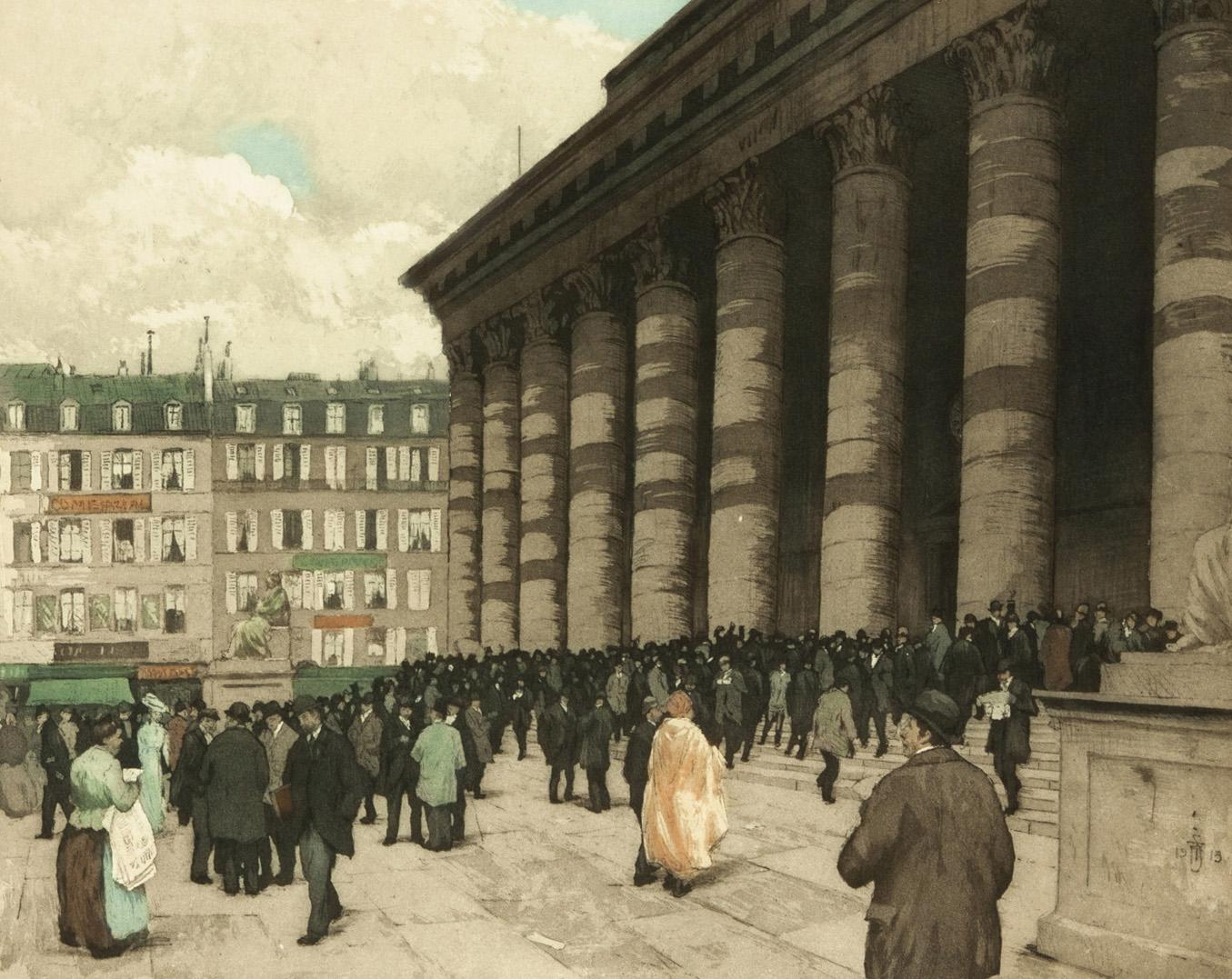
Aquatinte de Tavík František Šimon montrant l’animation aux abords du palais Brongniart vers les années 1900.
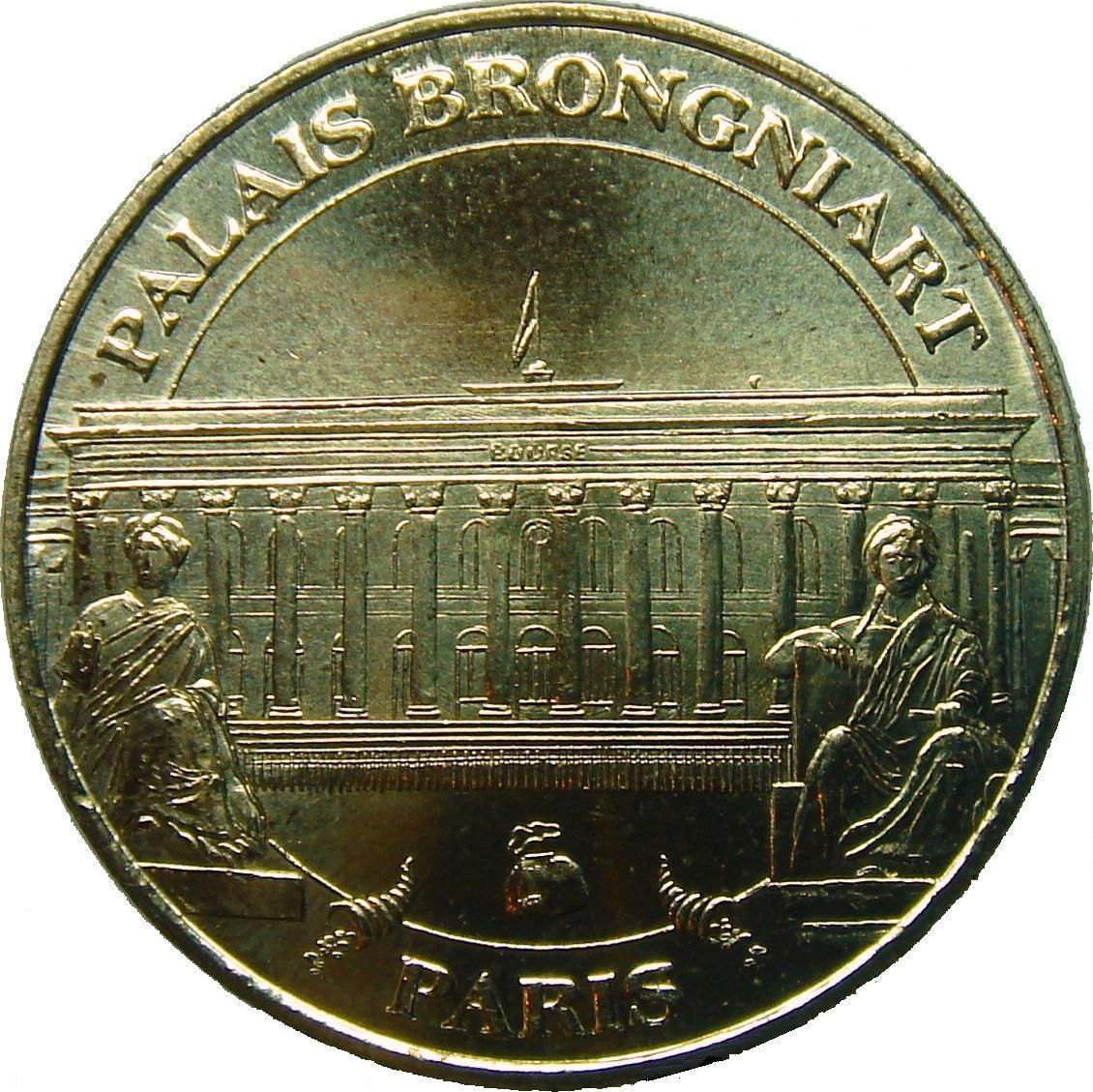
Médaille souvenir du palais Brongniart.
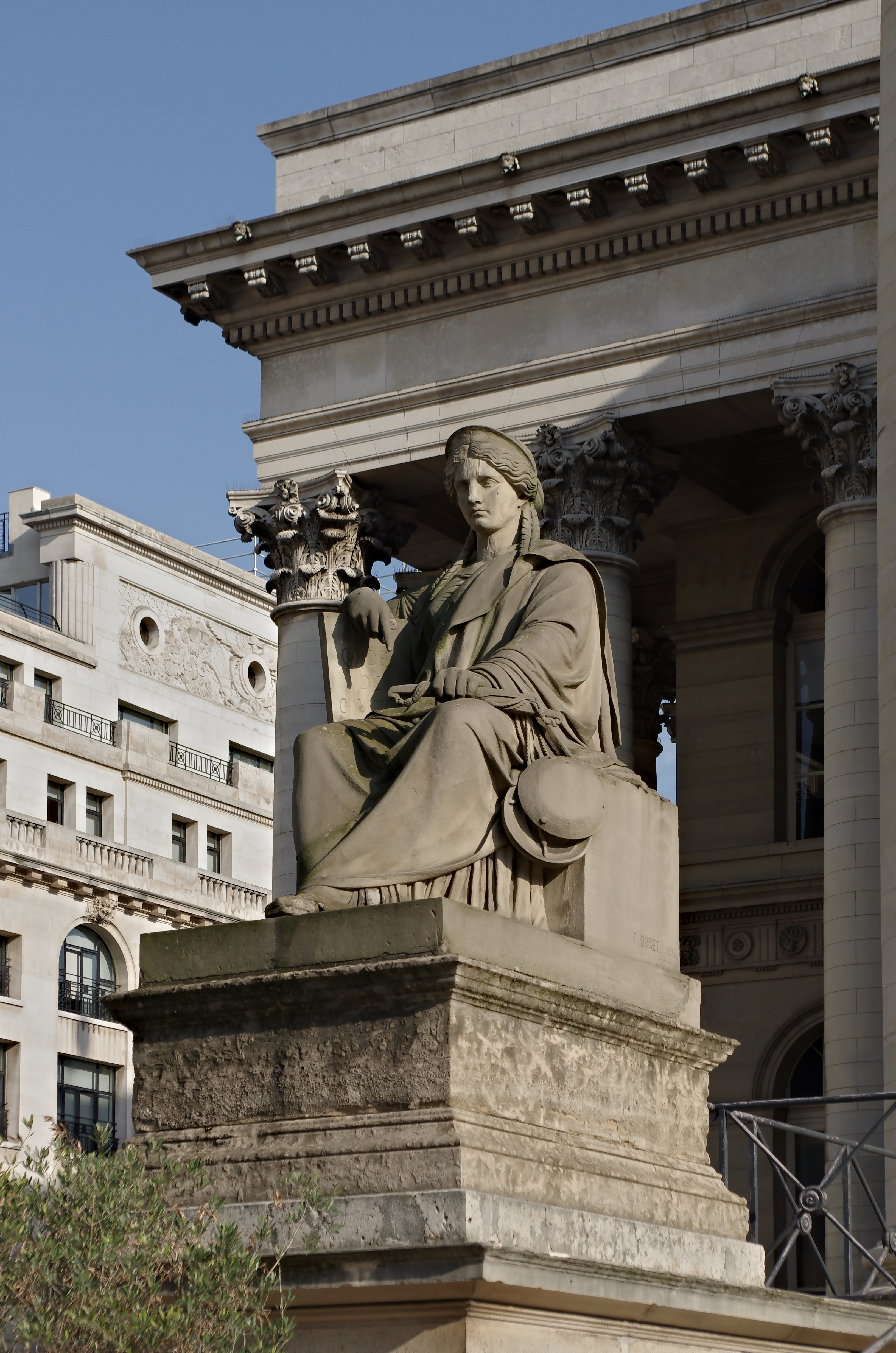
La Justice consulaire (1852), par Francisque Duret.